# Отакэ, Синро
Синро Отакэ (яп. 大竹 伸朗 О:такэ Синро:, ромадзи Shinro Ohtake; род. 8 октября 1955, Токио, Япония) — японский современный художник. С 1987 года живёт и работает в городе Увадзима. Известен яркими ассамбляжами из различных материалов, коллажами из вырезок рекламной продукции, инсталляциями больших размеров.

## Биография
- 1955 Родился 8 октября в Токио
- 1977 Жил в Великобритании
- 1980 Выпустился из Университета искусств Мусасино
- 1988 Переезжает в Увадзиму
- 1989 Живёт в США в течение трех месяцев в рамках программы, организованной Информационным агентством США и Фондом Сообщества Художников
- 1995 Живёт в городе Атланта в течение двух месяцев по приглашению Комитета Олимпийских игр для создания «Книги Художника»[6]
- 2006 ретроспективная выставка «Zen-Kei 1955—2006», в Токийском Музее современного искусства
- 2010 Проект «I♥Yu», общественная баня в поселке Наосима
- 2012 dOCUMENTA (13), Кассель — участник основного проекта
- 2013 Венецианская биеннале — участник основного проекта[7]

## Творчество
Синро Отакэ открыл для современного японского искусства новый визуальный язык, который во многом отсылает к образам культуры СМИ, андерграундной музыки и городской среды. Его разнообразные проекты включают в себя записи, письма, музыку, состоящую из шума и грохота, и несколько архитектурных композиций. Работая с бытовыми материалами: неоновыми вывесками, плакатами, фотографиями и с изображениями из различных публикаций, продукции, стран и эпох, а также с другими выброшенными предметами, он организует их в ассамбляжи, адресованные значимым материальным и светским процессам, в свою очередь, влияющие на то, как вещи воспринимаются, понимаются и запоминаются. Основы этого подхода были заложены в его серии «Scrapbooks», начатой ещё в 1977 году. Теперь эта серия состоит уже из 67 книг, наполненных вырезками из старинных комиксов, упаковочной бумаги и другой печатной продукции кратковременного пользования, которую он скомпоновал вместе с картами, корешками билетов, листовками, компакт-дисками, вырезками из газет и фотографиями. Впоследствии он включил все это в свою графику и живопись, трансформируя книги в скульптурные объекты.
Первая персональная выставка художника состоялась в начале 1980-х в Токио, и в 1985 году он был первым японским художником выставленным в Институте Современного Искусства в Лондоне. С тех пор его ретроспективные выставки прошли в Токио, Фукуоке, и Хиросиме. В 2009 году Синро Отакэ создает функционирующую публичную баню в посёлке Наосима, своеобразный архитектурный проект, благодаря которому он расширил свою практику комбинирования живописи, рисунков с подручными материалами в увлекательные многослойные композиции, расширив творческий эксперимент до всей окружающей обстановки, работая со всем пространством.
Одни из самых ярких его работ были также представлены в основных проектах 13-й Документы и 55-й Венецианской биеннале.